# Charlotte Nicdao
Charlotte Nicdao (14 de agosto de 1991) es una actriz australiana, conocida por su papel como Jackie Lee en la serie El ciber mundo de las chicas.
Ha registrado apariciones en otras series de televisión como Camp, El fin de la infancia, Bluey y Mythic Quest, además de actuar en películas como Emo the Musical y Thor: Ragnarok. En 2019, Nicdao interpretó el papel de Lucy en la serie web Content.

## Filmografía

### Cine
| Año  | Título           | Papel   | Notas |
| ---- | ---------------- | ------- | ----- |
| 2011 | Lovebox          | Yumi    | Corto |
| 2011 | Ying & Summer    | Summer  | Corto |
| 2014 | Emo: The Musical | Trinity | Corto |
| 2014 | Hangry           | Mia     | Corto |
| 2015 | The Subjects     | Lilly   |       |
| 2017 | Thor: Ragnarok   |         |       |

### Televisión
| Año       | Título                        | Papel           | Notas                             |
| --------- | ----------------------------- | --------------- | --------------------------------- |
| 2004      | Fergus McPhail                | Betty           | "Every Stick Has Two Wrong Ends"  |
| 2008      | The Elephant Princess         | Hannah          | "Coming of Age"                   |
| 2010–2011 | El ciber mundo de las chicas  | Jackie Lee      | Papel protagonista                |
| 2011      | The Slap                      | Tina            | Miniserie                         |
| 2013      | The Time of Our Lives         | Clara Bell      | "The Silver Lining", "The B-Side" |
| 2013      | Camp                          | Grace           | Papel recurrente                  |
| 2014      | Please Like Me                | Jenny           | Papel recurrente                  |
| 2015      | Childhood's End               | Rachel Osaka    | Miniserie                         |
| 2016      | Kuu Kuu Harajuku              | Baby (voz)      | Papel protagonista                |
| 2017      | Trip for Biscuits             | Violet          | Papel protagonista                |
| 2017      | Get Krack!n                   | Scarlett        |                                   |
| 2018      | Bluey                         | Enfermera (voz) |                                   |
| 2020      | Mythic Quest: Raven's Banquet | Poppy           | Papel protagonista                |

### Web
| Año  | Título  | Papel | Notas     |
| ---- | ------- | ----- | --------- |
| 2019 | Content | Lucy  | Serie web |